# Arondismentul Besançon
Arondismentul Besançon (în franceză Arrondissement de Besançon) este un arondisment din departamentul Doubs, regiunea Franche-Comté, Franța.

## Subdiviziuni

### Cantoane
- Cantonul Amancey
- Cantonul Audeux
- Cantonul Baume-les-Dames
- Cantonul Besançon-Est
- Cantonul Besançon-Ouest
- Cantonul Besançon-Nord-Est
- Cantonul Besançon-Nord-Ouest
- Cantonul Besançon-Planoise
- Cantonul Besançon-Sud
- Cantonul Boussières
- Cantonul Marchaux
- Cantonul Ornans
- Cantonul Quingey
- Cantonul Rougemont
- Cantonul Roulans

### Comune
| 1. Abbans-Dessous (25001)        | 2. Abbans-Dessus (25002)               | 3. Abbenans (25003)                 | 4. Adam-lès-Passavant (25006)         |
| 5. Adam-lès-Vercel (25007)       | 6. Amagney (25014)                     | 7. Amancey (25015)                  | 8. Amathay-Vésigneux (25016)          |
| 9. Amondans (25017)              | 10. Arc-et-Senans (25021)              | 11. Arguel (25027)                  | 12. Athose (25028)                    |
| 13. Audeux (25030)               | 14. Autechaux (25032)                  | 15. Auxon-Dessous (25034)           | 16. Auxon-Dessus (25035)              |
| 17. Avanne-Aveney (25036)        | 18. Avilley (25038)                    | 19. Avoudrey (25039)                | 20. Aïssey (25009)                    |
| 21. Bartherans (25044)           | 22. Battenans-les-Mines (25045)        | 23. Baume-les-Dames (25047)         | 24. Belmont (25052)                   |
| 25. Berthelange (25055)          | 26. Besanzón (25056)                   | 27. Beure (25058)                   | 28. Blarians (25065)                  |
| 29. Bolandoz (25070)             | 30. Bonnal (25072)                     | 31. Bonnay (25073)                  | 32. Bonnevaux-le-Prieuré (25076)      |
| 33. Bouclans (25078)             | 34. Boussières (25084)                 | 35. Braillans (25086)               | 36. Breconchaux (25088)               |
| 37. Bremondans (25089)           | 38. La Bretenière (25092)              | 39. Bretigney-Notre-Dame (25094)    | 40. Brères (25090)                    |
| 41. Buffard (25098)              | 42. Burgille (25101)                   | 43. Busy (25103)                    | 44. By (25104)                        |
| 45. Byans-sur-Doubs (25105)      | 46. Cademène (25106)                   | 47. Cendrey (25107)                 | 48. Cessey (25109)                    |
| 49. Chalezeule (25112)           | 50. Chalèze (25111)                    | 51. Champagney (25115)              | 52. Champlive (25116)                 |
| 53. Champoux (25117)             | 54. Champvans-les-Moulins (25119)      | 55. Chantrans (25120)               | 56. Charbonnières-les-Sapins (25123)  |
| 57. Charnay (25126)              | 58. Chasnans (25128)                   | 59. Chassagne-Saint-Denis (25129)   | 60. Chaucenne (25136)                 |
| 61. Chaudefontaine (25137)       | 62. Chaux-lès-Passavant (25141)        | 63. Chay (25143)                    | 64. Chemaudin (25147)                 |
| 65. Chenecey-Buillon (25149)     | 66. Chevigney-lès-Vercel (25151)       | 67. Chevigney-sur-l'Ognon (25150)   | 68. La Chevillotte (25152)            |
| 69. Chevroz (25153)              | 70. Chouzelot (25154)                  | 71. Châteauvieux-les-Fossés (25130) | 72. Châtillon-Guyotte (25132)         |
| 73. Châtillon-le-Duc (25133)     | 74. Châtillon-sur-Lison (25134)        | 75. Cléron (25155)                  | 76. Consolation-Maisonnettes (25161)  |
| 77. Corcelle-Mieslot (25163)     | 78. Corcelles-Ferrières (25162)        | 79. Corcondray (25164)              | 80. Courcelles (25171)                |
| 81. Courchapon (25172)           | 82. Courtetain-et-Salans (25175)       | 83. Crouzet-Migette (25180)         | 84. Cubrial (25181)                   |
| 85. Cubry (25182)                | 86. Cusance (25183)                    | 87. Cuse-et-Adrisans (25184)        | 88. Cussey-sur-Lison (25185)          |
| 89. Cussey-sur-l'Ognon (25186)   | 90. Côtebrune (25166)                  | 91. Dammartin-les-Templiers (25189) | 92. Dannemarie-sur-Crète (25195)      |
| 93. Deluz (25197)                | 94. Devecey (25200)                    | 95. Domprel (25203)                 | 96. Durnes (25208)                    |
| 97. Déservillers (25199)         | 98. Esnans (25221)                     | 99. Eysson (25231)                  | 100. Fallerans (25233)                |
| 101. Ferrières-les-Bois (25235)  | 102. Fertans (25236)                   | 103. Flagey (25241)                 | 104. Flagey-Rigney (25242)            |
| 105. Flangebouche (25243)        | 106. Fontain (25245)                   | 107. Fontenelle-Montby (25247)      | 108. Fontenotte (25249)               |
| 109. Foucherans (25250)          | 110. Fourbanne (25251)                 | 111. Fourg (25253)                  | 112. Fournets-Luisans (25288)         |
| 113. Franey (25257)              | 114. Franois (25258)                   | 115. Fuans (25262)                  | 116. Geneuille (25265)                |
| 117. Gennes (25267)              | 118. Germondans (25269)                | 119. Germéfontaine (25268)          | 120. Gevresin (25270)                 |
| 121. Glamondans (25273)          | 122. Gondenans-Montby (25276)          | 123. Gondenans-les-Moulins (25277)  | 124. Gonsans (25278)                  |
| 125. Gouhelans (25279)           | 126. Goux-sous-Landet (25283)          | 127. Grandfontaine (25287)          | 128. Grandfontaine-sur-Creuse (25289) |
| 129. Le Gratteris (25297)        | 130. Grosbois (25298)                  | 131. Guillon-les-Bains (25299)      | 132. Guyans-Durnes (25300)            |
| 133. Guyans-Vennes (25301)       | 134. Hautepierre-le-Châtelet (25302)   | 135. Huanne-Montmartin (25310)      | 136. Hyèvre-Magny (25312)             |
| 137. Hyèvre-Paroisse (25313)     | 138. L'Hôpital-du-Grosbois (25305)     | 139. Jallerange (25317)             | 140. Labergement-du-Navois (25319)    |
| 141. Laissey (25323)             | 142. Lanans (25324)                    | 143. Landresse (25325)              | 144. Lantenne-Vertière (25326)        |
| 145. Larnod (25328)              | 146. Lavans-Quingey (25330)            | 147. Lavans-Vuillafans (25331)      | 148. Lavernay (25332)                 |
| 149. Laviron (25333)             | 150. Liesle (25336)                    | 151. Lizine (25338)                 | 152. Lods (25339)                     |
| 153. Lombard (25340)             | 154. Lomont-sur-Crête (25341)          | 155. Longechaux (25342)             | 156. Longemaison (25343)              |
| 157. Longeville (25346)          | 158. Loray (25349)                     | 159. Luxiol (25354)                 | 160. Magny-Châtelard (25355)          |
| 161. Malans (25359)              | 162. Malbrans (25360)                  | 163. Mamirolle (25364)              | 164. Marchaux (25368)                 |
| 165. Mazerolles-le-Salin (25371) | 166. Mercey-le-Grand (25374)           | 167. Mesmay (25379)                 | 168. Miserey-Salines (25381)          |
| 169. Moncey (25382)              | 170. Moncley (25383)                   | 171. Mondon (25384)                 | 172. Montagney-Servigney (25385)      |
| 173. Montfaucon (25395)          | 174. Montferrand-le-Château (25397)    | 175. Montfort (25399)               | 176. Montgesoye (25400)               |
| 177. Montivernage (25401)        | 178. Montmahoux (25404)                | 179. Montrond-le-Château (25406)    | 180. Montussaint (25408)              |
| 181. Morre (25410)               | 182. Le Moutherot (25414)              | 183. Mouthier-Haute-Pierre (25415)  | 184. Myon (25416)                     |
| 185. Mérey-Vieilley (25376)      | 186. Mérey-sous-Montrond (25375)       | 187. Mésandans (25377)              | 188. Naisey-les-Granges (25417)       |
| 189. Nancray (25418)             | 190. Nans (25419)                      | 191. Nans-sous-Sainte-Anne (25420)  | 192. Nods (25424)                     |
| 193. Noironte (25427)            | 194. Novillars (25429)                 | 195. Ollans (25430)                 | 196. Orchamps-Vennes (25432)          |
| 197. Ornans (25434)              | 198. Orsans (25435)                    | 199. Osse (25437)                   | 200. Osselle (25438)                  |
| 201. Ougney-Douvot (25439)       | 202. Ouvans (25441)                    | 203. Palantine (25443)              | 204. Palise (25444)                   |
| 205. Paroy (25445)               | 206. Passavant (25446)                 | 207. Passonfontaine (25447)         | 208. Pelousey (25448)                 |
| 209. Pessans (25450)             | 210. Pierrefontaine-les-Varans (25453) | 211. Pirey (25454)                  | 212. Placey (25455)                   |
| 213. Plaimbois-Vennes (25457)    | 214. Pointvillers (25460)              | 215. Pont-les-Moulins (25465)       | 216. Pouilley-Français (25466)        |
| 217. Pouilley-les-Vignes (25467) | 218. Pouligney-Lusans (25468)          | 219. Puessans (25472)               | 220. Pugey (25473)                    |
| 221. Le Puy (25474)              | 222. Quingey (25475)                   | 223. Rancenay (25477)               | 224. Rantechaux (25480)               |
| 225. Recologne (25482)           | 226. Rennes-sur-Loue (25488)           | 227. Reugney (25489)                | 228. Rigney (25490)                   |
| 229. Rignosot (25491)            | 230. Rillans (25492)                   | 231. Roche-lez-Beaupré (25495)      | 232. Rognon (25498)                   |
| 233. Romain (25499)              | 234. Ronchaux (25500)                  | 235. Roset-Fluans (25502)           | 236. Rougemont (25505)                |
| 237. Rougemontot (25506)         | 238. Rouhe (25507)                     | 239. Roulans (25508)                | 240. Routelle (25509)                 |
| 241. Ruffey-le-Château (25510)   | 242. Rurey (25511)                     | 243. Saint-Hilaire (25518)          | 244. Saint-Juan (25520)               |
| 245. Saint-Vit (25527)           | 246. Sainte-Anne (25513)               | 247. Samson (25528)                 | 248. Saraz (25533)                    |
| 249. Saules (25535)              | 250. Sauvagney (25536)                 | 251. Saône (25532)                  | 252. Scey-Maisières (25537)           |
| 253. Serre-les-Sapins (25542)    | 254. Servin (25544)                    | 255. Silley-Amancey (25545)         | 256. Silley-Bléfond (25546)           |
| 257. La Sommette (25550)         | 258. Séchin (25538)                    | 259. Tallans (25556)                | 260. Tallenay (25557)                 |
| 261. Tarcenay (25558)            | 262. Thise (25560)                     | 263. Thoraise (25561)               | 264. Thurey-le-Mont (25563)           |
| 265. Torpes (25564)              | 266. La Tour-de-Sçay (25566)           | 267. Tournans (25567)               | 268. Tressandans (25570)              |
| 269. Trouvans (25572)            | 270. Trépot (25569)                    | 271. Uzelle (25574)                 | 272. Vaire-Arcier (25575)             |
| 273. Vaire-le-Petit (25576)      | 274. Val-de-Roulans (25579)            | 275. Valdahon (25578)               | 276. Valleroy (25582)                 |
| 277. Vanclans (25585)            | 278. Vauchamps (25587)                 | 279. Vaudrivillers (25590)          | 280. Vaux-les-Prés (25593)            |
| 281. Velesmes-Essarts (25594)    | 282. Vellerot-lès-Vercel (25596)       | 283. Venise (25598)                 | 284. Vennans (25599)                  |
| 285. Vennes (25600)              | 286. Vercel-Villedieu-le-Camp (25601)  | 287. Vergranne (25602)              | 288. Verne (25604)                    |
| 289. Vernierfontaine (25605)     | 290. Verrières-du-Grosbois (25610)     | 291. Vieilley (25612)               | 292. Villars-Saint-Georges (25616)    |
| 293. Villers-Buzon (25622)       | 294. Villers-Chief (25623)             | 295. Villers-Grélot (25624)         | 296. Villers-Saint-Martin (25626)     |
| 297. Villers-la-Combe (25625)    | 298. Villers-sous-Montrond (25628)     | 299. Viéthorey (25613)              | 300. Voillans (25629)                 |
| 301. Voires (25630)              | 302. Vorges-les-Pins (25631)           | 303. Vuillafans (25633)             | 304. La Vèze (25611)                  |
| 305. Échay (25209)               | 306. Échevannes (25211)                | 307. École-Valentin (25212)         | 308. L'Écouvotte (25215)              |
| 309. Émagny (25217)              | 310. Épenouse (25218)                  | 311. Épenoy (25219)                 | 312. Épeugney (25220)                 |
| 313. Étalans (25222)             | 314. Éternoz (25223)                   | 315. Étrabonne (25225)              | 316. Étray (25227)                    |